# 木卓镇
木卓镇，是中华人民共和国云南省昭通市镇雄县下辖的一个乡镇级行政单位。
2012年8月30日，云南省人民政府批复同意撤销木卓乡，设立木卓镇。

## 行政区划
木卓镇下辖以下地区：
木卓村、茶卓村、六井村、银屏村、新桥村、环山村和墨黑村。